# Egg
Egg a fost o trupă engleză de rock progresiv, fondată în ianuarie 1969. Membrii fondatori ai formației erau Dave Stewart care cânta la orgă, Mont Campbell la bas și voce și bateristul Clive Brooks. Grupul a luat naștere dintr-un cvartet format la City of London School și numit Uriel, în care se afla și chitaristul Steve Hillage. După ce Hillage a părăsit trupa în august 1968, membrii rămași au continuat sub forma unui trio. Au fost sfătuiți să schimbe numele de Uriel deoarece "semăna prea mult cu 'urinal'". La mijlocul lui 1969 formația a semnat un contract cu casa de discuri Deram, subdiviziune a Decca Records iar în martie 1970 și-au lansat albumul de debut.

## Membrii
- Dave Stewart (n. 1950) - orgă, pian, bas
- Mont Campbell (n. 1950) - bas, voce, corn Francez, pian
- Clive Brooks (n. 1949) - tobe

## Discografie

### Albume originale
- Egg (martie 1970)
- The Polite Force (1971)
- The Civil Surface (1974)

### Compilații
- Seven Is A Jolly Good Time (1985)
- The Metronomical Society (2007)

## Filmografie
- 2015: Romantic Warriors III: Canterbury Tales (DVD)